# 马里奥·扎宁
马里奥·扎宁（義大利語：Mario Zanin，1940年7月3日—），意大利男子自行车运动员。他曾代表意大利参加1964年夏季奥林匹克运动会自行车比赛，获得男子公路赛金牌。